# Hugo Napoleão
Hugo Napoleão es un municipio brasileño del estado del Piauí. Se localiza a una latitud 05º59'19" sur y a una longitud 42º33'22" oeste, estando a una altitud de 232 metros. Su población estimada en 2004 era de 3.739 habitantes.